# Тумелила
Тумелила (на шведски: Tomelilla) е град в южна Швеция, лен Сконе. Главен административен център на едноименната община Тумелила. Намира се на около 440 km на югозапад от столицата Стокхолм и на около 50 km на изток от Малмьо. Получава статут на търговски град (на шведски шьопинг) през 1921 г. ЖП възел. Населението на града е 6444 жители според данни от преброяването през 2010 г.